# 李正儀
李正儀（1792年11月21日—？年），榜名李正艷，字叔鴻，號雲階，行三，陝西省洋縣人，道光六年（1826年）會試中式貢士，因故被罰停殿試六科，道光十八年（1838年）戊戌科殿試成進士。道光二十五年任山東東昌府聊城縣知縣，《聊城縣志》述其「實心實政，無大小事皆認真，而愛士之誠尤非俗吏所能為，未及二年，因案被議去，人皆惜之。」。